# Haycock
Haycock är ett berg i Storbritannien.   Det ligger i grevskapet Cumbria och riksdelen England, i den centrala delen av landet, 400 km nordväst om huvudstaden London. Toppen på Haycock är 797 meter över havet, eller 174 meter över den omgivande terrängen. Bredden vid basen är 2,8 km. Haycock ingår i Cumbrian Mountains.
Terrängen runt Haycock är huvudsakligen kuperad.Runt Haycock är det ganska tätbefolkat, med 86 invånare per kvadratkilometer. Närmaste större samhälle är Whitehaven, 18,3 km väster om Haycock. Trakten runt Haycock består i huvudsak av gräsmarker.